# هوية الجنوسة
الهوية الجندرية أو الجنوسة أو النوع الإجتماعي (بالإنجليزية: Gender Identity)‏ تشير إلى الرؤية الخاصة بالشخص إلى جنوسته. أي أنه اعتقاد وشعور الشخص الخاص بكونه ذكرًا أو أنثى أو لاثنائي أو النوع الاجتماعي الثالث، وليس هناك عدد يحصر كل الهويات الجندرية بحسب معتقديها.
الهوية الجندرية هي الطريقة التي يعرّف بها كل شخص نوعه الإجتماعي. التي قد تتوافق مع الجنس المحدد عند الولادة، وقد تتغير فيما بعد خلال حياته. يوجد في المجتمعات عادةً مجموعة من الهويات الجندرية التي تحدد الأدوار الاجتماعية للأشخاص الذين يعيشون فيها؛ ويحدد منها الفرد هويته الجندرية التي يستطيع من خلالها التعامل مع غيره من أفراد المجتمع. وقد يتجسد الدور الإجتماعي للشخص من حيث مظاهر جنسه البيولوجي أو هويته الجندرية. بعض الأشخاص يشعرون بوجود اختلاف بين هويتهم الجندرية وجنسهم البيولوجي المحدد عند الولادة. وقد لا يوافقون على ثنائية الجندر. فقد يكونون متحولين جنسيًا أو أحرار الجنس وغيرها لأن الهوية الجندرية ليست محصورة بعدد معين. ولأجل هؤلاء؛ تقسِم بعض المجتمعات الهويات الجندرية إلى أكثر من نوعين، فينتج ما يعرف بالجندر الثالث. عادة ما تتأصل الهوية الجندرية لدى الفرد في عمر الثالثة. وإذا ما تخطى الشخص عمر الثالثة، يكون من النادر تغييرها. وفي بعض الحالات قد يصاب الأشخاص بما يعرف باضطراب الهوية الجندرية فيسبب كرهًا للجنس البيولوجي ورغبة بالتحول إلى الجندر المعاكس.
ويُعتقد أن بعض العوامل الاجتماعية، والنفسية، والبيولوجية هي المسؤولة عن تكوين هوية الفرد الجندرية.

## تكون الهوية الجنوسية
هناك عدة نظريات بحثت متى وكيف تشكلت الهوية الجندرية للفرد. تعتبر دراسة هذا المجال والبحث فيه عملية معقدة؛ لأنها تعني أحيانًا بدراسة سلوك الأطفال، والأطفال أصلًا تفتقر للغة التي يستطيعون التعبير بها عن أنفسهم بما يناسب احتياجات الباحثين، مما يترتب عليه أن يلجأ الباحث لأخذ افتراضات على الأطفال بطرق غير مباشرة. (جون موني_John Money) اقترح أن الأطفالقد يتكون لديهم وعي بالهوية الجندرية التي هم عليها، ومشاعر مرتبطة بهذه الهوية وهم في عمر (18 شهرًا) وحتى السنتين. أما (لورنس كولبيرج_ Laurence Kohlberg) يصر على أن وعي الأطفال بهويتهم الجندرية لن يتكون قبل الثالثة ، وهو العمر الذي اتفق عليه الأغلبية أيضًا؛ لأن في هذا العمر، يستطيع الأطفال التعبير بجمل مفيدة تكسبنا فهمًا أكثر عن هويتهم الجنسية، وهم أيضًا يميلون لاختيار الأنشطة والرياضات والألعاب التي تتناسب مع نوعهم ، ونلاحظ هذا عندما تختار الفتاة الطفلة الدمى وأدوات الرسم، بينما -على النقيض- يختار الصبيان المعدات الثقيلة، وأدوات البناء، وبالتالي يمكننا استنتاج أن الأطفال يظهرون تعلقهم للأشياء الأشبه لهويتهم الجنسية، رغم عدم استيعابهم لما سيمليه عليهم نوعهم هذا -بعد عمر الثالثة-. وبعد الثالثة، يصبح من الصعب جدًا تغيير الهوية الجنسية للفرد الطفل ؛ حتى لا ينتج لديه توتر من ناحية هويته الجندرية  ، ولا ينشأ لديه غضب واهتياج من الأشخاص المحيطين به. ويُعتقَد أن تطوير الفرد واستيعابه لهويته الجنسية يمتد من عمر الرابعة، وحتى عمر السادسة من حياة الطفل ، وتستمر هذه العملية حتى فترة المراهقة المتقدمة.
قام (مارتن_Martin) و (رامل_Ramel) بترتيب العمليات الخاصة بتكوين الهوية الجندرية للطفل لثلاث مراحل مختلفة:
الأولى: وفيها يتعلم الطفل الصفات التي يفرضها المجتمع بناءً على كل هوية جنسانية.
الثانية: تتراوح من الخامسة وحتى السابعة، وتصبح فيها الهوية الجندرية للفرد متأصلة جدًا لديه، ومرتبطة جدًا بتفاصيل حياته.
الثالثة: وفيها يصير الفرد في قمة تأكده منها، ويمارس دوره في المجتمع بالهوية التي طُبِعَ عليها.
أما (باربرا نيومان_Barbra Newman) قسمتها إلى أربع مراحل:
الأولى: وهي فهم واستيعاب ما هو مفهوم الهوية الجندرية.
الثانية: وهي فهم المعايير الخاصة بهويتك الجنسية، وهل كنت ملائمًا لهذه الهوية أم لا؟ ومعرفة ما سيترتب عليها فيما بعد، والقواعد الجندرية.
الثالثة: وهي أن يتوافق ما توصلت إليه، وما يعتقد والداك.
الرابعة: وهي أخيرًا اتخاذ القرار المناسب، وتحديد النوع الذي ترغب لبقية حياتك.

## العوامل المؤثرة على تحديد الهوية الجنسانية

### الطبع أم الطبيعة
وعلى الرغم من عدم فهمنا الكامل لما تعنيه الهوية الجندية الجنسانية بعد، إلا أننا نعلم بالفعل أن هناك العديد من العوامل المقترحة، والتي تمكننا من فهم تطور الهوية الجنسانية لدى الفرد. وهي: إما عوامل اجتماعية -خاصة بالبيئة المحيطة بالفرد-، أو عوامل فطرية وبيولوجية -خاصة بالفرد ذاته-. ما سَردتُهُ الآن هو جدالٌ قائم بالفعل في علم النفس ويعرف بجدلية (الطبع أم الطبيعة_Nature vs Nurture). إن الذي يجعل المسألة جدلية، هو أن العاملين لهما دورين مهمين في تشكيل الهوية الجنسانية لنا. العوامل البيولوجية –الفطرية- التي تؤثر على الهوية الجنسانية تتضمن: الهرمونات التي تتفرز في الجسم قبل الولادة، والهرمونات التي تفرز في الجسم بعد الولادة، وهناك أيضًا البنية الجينية والتي لها بالغ الأثر على هويتنا الجندرية، ولكنها لا تحدده –تؤثر فيه لكن لا تقرره في حامضه النووي-.
أما العوامل الاجتماعية فهي المحيطة بالفرد. تتضمن هذه العوامل: الأفكار التي لدينا مسبقًا –خلفية مسبقة- عن ماهية النوع، وعن ما هو الجنس. هذه الأفكار نتأثر بها عن طريق العائلة، ووسائل الإعلام، والمشاهير، والأشخاص المؤثرين مجتمعيًا في حياة الطفل، بل وقد تُفرَض علينا أحيانًا ؛ فعندما يتم تربية الطفل بواسطة عائلة تتبع بصرامة قواعد الهويات الجندرية، يوجد احتمالًا مرجحًا أن يفكر الأطفال بنفس الكيفية، ويربطوا هويتهم الجنسانية بالمعايير المحُتِمة لنوع الفرد.
أيضًا اللغة تلعب دورًا لا يجب ان نغفل عن ملاحظته، فمع تعلم الطفل للكلمات والضمائر، وربطها في جمل مفهومة مضبوطة، فهو يلاحظ أن هناك فرقًا بين التأنيث والتذكير. وبالتالي -ولو بدون وعيٍ منه- يحاول أن يصنف سلوكياته وكينونته.
التعلم المجتمعي يتعلم الأطفال أكثر عن هويتهم الجندرية، عن طريق التصرف بسلوكيات النوع الذي يريدون أن يكونوا عليه، وينتظرون بعدها من والديهم التقييم: عن طريق المديح أو العقاب لتصرفهم على هذا النحو. بهذا الشكل يُشكِل الأشخاص المحيطين بالأطفال شخصيتهم؛ لأنهم يقوِمونَ تصرفاتهم.
هناك مثال مشهور يعتد به في مسألة الطبع أم الطبيعة التي نحن بصدد مناقشتها الآن، وهي حالة (دافيد رايمرDavid Ramer_) والتي تعرف بحالة (جون/جوان_John/Joan): ريمر بعد ولادته، تعرض لحادثة خِتان مروعة؛ حيث جرت العملية بشكل خاطئ حد أنه فقد عضوه التناسلي. عندما توجه الوالدان لسؤال الاخصائي النفسي (جون موني)، أقنعهم أنه سيكون من الفضل لو تتم تربية (ريمر) كفتاة. وهذا ما حدث بالفعل، شب (ريمر) على كونه فتاة، تقتني ألعاب البنات، وتلبس الفساتين، ومحاطة بأصدقاء من الفتيات من كل حدبٍ وصوب، لكن (ريمر) لم يشعر قط بأنه فتاة، وظل يضايقه هذا الشعور حتى أنه حاول الانتحار في عمر الثالثة عشر. بعدها تم إخباره بحقيقة أنه وُلِدَ ذكرًا، وحُلَّت المشكلة عندما أجرى عملية لإعادة عضوه التناسلي. كانت هذه التجربة مفيدة جدًا لمعرفة العوامل المؤثرة على الهوية الجندرية؛ لأنها أثبتت خطأ اعتقاد (موني) أن العوامل البيولوجية لا دخل لها بتحديد الهوية الجندرية للشخص، وأثبتت بعدها أن الأعضاء التناسلية التي يمتلكها كل منا قد تكون لها بالغ التأثير على وعي كلٍ منا بنوعه.

### العوامل البيولوجية
هناك العديد من العوامل التي تؤثر على فهم كل منا لهويته الجنسانية، ومن أهمها العوامل البيولوجية، والتي يندرج منها العوامل الوراثية: كالجينات والهرمونات. والنظرية البيوكيميائية في الهوية الجندرية تقترح أن الناس تكتسب العلم بهويتها الجندرية من خلال العوامل الوراثية، لا من خلال الاندماج في المجتمع.
والتأثيرات الهرمونية معقدة قليلًا؛ لأن الهرمونات المحددة للجنس تتكون والطفل مازال جنينًا في رحم أمه. إذا ما تغيرت الهرمونات قبل الولادة –لأي سبب من الأسباب- فجأة، قد تحدث تغييرات في القدرات الدماغية أيضًا: كأن لا يميل الفرد للجنس الذي هو عليه بيولوجيًا –تتعارض هويته الجندرية مع جنسه-، وقد يأبى حتى تصديق أعضاؤه التناسلية. هذا التشتت الذي يُنتِج تخبطًا في الهوية الجندرية هذا الفرد، مبني على خطأ هرموني أصلًا.
والهرمونات قد وصل تأثيرها فينا إلى أنها تفرق بين كل صفاتنا الأنثوية والذكورية تقريبًا؛ فهي تحدد: سلوكياتنا، والشكل الخارجي، تُخضِع الذاكرة، وحتى الانفعالات النفسية. لتفسير هذا سنشرح الموضوع من أساسه: هناك منطقة في المخ البشري تسمى (منطقة تحت المهاد_Hypothalamus)، وهي التي تنظم إفراز جميع أنواع الهرمونات للفرد البشري، على كل أعضاء جسمه، ولبقية عمره. من ضمن هذه الهرمونات بالطبع الهرمونات المحددة للجنس، والتي تفرز قبل الولادة. نضرب مثالًا على التنظيم الهرموني لهرموناتنا الجنسية: تنظم الغدة النخامية الهرمونات الجنسية الأنثوية على هيئة دورة تحصل كل شهر، أما الهرمونات الذكرية الجنسية لا تأخذ شكلًا محددًا.

#### الخنوثة
انظر أيضًا: أسباب الخنوثة
في الفترة من (1955_2000)، أُجريَ استبيان بواسطة (متن البحث أو الإطار النظري_literature review)، علِمنا بعدها أن واحدًا من كل مئة شخص قد تكون لديهم أعراض الخنوثة فعلًا. والخنوثة في الإنسان –أو أي حيوانٍ آخر- تعني اختلاطًا في صفات الجنس للفرد: فلن يغلب على صفاته التأنيث أو التذكير، بل تجتمع صفات مؤنثة ومذكرة في نفس الشخص.
الصفات الجنسية التي نحن بصددها هي: الكروموسومات، المناسل، الهرمونات الجنسية، أو الأعضاء التناسلية. وهذه الصفات –كما يقول مفوضي مجلس الأمم المتحدة لحقوق الإنسان- لا يمكن أن تختلط علينا بين جسم الأنثى وجسم الذكر. تكمن المشكلة في كون الشخص خنثى، أن هذا ينافي ما عليه الجنس الأصلي لهذا الشخص، وبالتالي سيؤرق مستقبل الطفل، مانعًا هذا الطفل من فهم هويته الجنسية لما يَكبُر، ومؤثرًا على مهامه الجنسية ، وللأسف إذا ما حاول أحدهم التدخل لتدعيم الجنس الأصلي وفرضه على الطفل، سيكون ذلك سلبًا لحقوقه.
في عام (2012)، نُشِرَت ورقة بحثية في الطب عن هذا الموضوع. ومنها أدركنا أن نسبة تتراوح بين (8.5_20%) من الأشخاص المخنثين، تعرضوا في حياتهم لقلق ناتج عن هويتهم الجندرية –وكما ذكرنا مسبقًا هذه الحالة نتيجة لمحاولة فرض أو تغيير الهوية الجندرية بالقوة-. بحث آخر في الصحة النفسية، لكن هذه المرة في أستراليا –وهي بلد بها تصنيف ثالث للجنس غير الأنثى والذكر، ويعرف بالجنس (س_X)، فأظهرت الدراسة أن: (19%) من الناس اختارت أن هويتها الجندرية تتبع النوع (س) –وهم الأشخاص الذين لا توجد لديهم الصفات التي تطابق نوعي الأنثى والذكر-، بينما كانت نسبة النساء (52%) ونسبة الذكور (23%)، و (6%) من الأشخاص اختاروا خانة (لست متأكدًا).
صرّحت الدراسة بعد ذلك أن: عند الولادة، تكون (52%) من المواليد إناثًا، و (41%) من الأشخاص يصنفون كذكور.
دراسة أخرى ولكن هذه المرة بواسطة (رينر وجيهارت_Reiner and Gerhart) أعطتنا مزيدًا من الأدلة عما قد يحدث عند تربية أطفال –جينيًا هم صبيان، لكن أعضائهم التناسلية مؤنثة- على أنهم بنات بالفعل. قام (جوني موني) بوضع قائمة من الهويات الجنسانية بناءً على نتائج هذه التجربة. العينة التي أقيمت عليها هذه الدراسة تألفت من ( طفلًا وكان: أربعة عشر منهم أعمارهم تتراوح بين الخامسة والثانية عشر. ثمانية منهم تم اعتبارهم أولادًا فيما بعد، وبقية العينة تصرفات بتصرفاتٍ صبيانية. وقد دعّم هذا فكرة أن كلا العوامل الجينية البيولوجية والاجتماعية تؤثر تأثيرًا بالغًا على الهوية الجندرية لدى الطفل.

#### التحول الجنسي والجندري
بعض الدراسات بحثت فيما إذا كانت هناك علاقة بين التغيرات البيولوجية، وبين هوية التحول الجنسي أو الجندري، أم لا. أظهرت العديد من الدراسات أن هيكل الدماغ المثنوي الشكل الجنسي، في المتحولين جنسيا لا يشترط أن يرتبط بجنس المولود. بل أنه تحديدًا، النواة السريرية من حطام ستريا أو يعرف اختصارًا ب (BSTc) -إنه مركب من العقد القاعدية للدماغ، التي تتأثر بالأندروجينات قبل الولادة- من النساء عبر متشابه للمرأة المتحولة الجنس، وهذا على عكس الرجل. وقد لوحظت اختلافات في بنية الدماغ، مماثلة لتلك الموجودة بين الرجال المثليين والمغايرين، وبين النساء المثليات والمغايرات. تشير دراسة أخرى إلى أن تغيير الجنس قد يكون له عامل وراثي.
تشير الأبحاث إلى أن نفس الهرمونات التي تزيد التمييز بين الأعضاء الجنسية في الرحم، تثير أيضًا البلوغ، وتؤثر في تطور الهوية الجنسانية. يمكن أن تؤدي الكميات المختلفة من هذه الهرمونات الجنسية الذكرية أو الأنثوية داخل الشخص إلى تمايز السلوك. والأعضاء التناسلية الخارجية التي لا تتوافق مع معيار جنسهم المعين عند الولادة، وفي الشخص الذي يتصرف ويشبه جنسه المحدد.

### العوامل البيئية والاجتماعية
في عام (1955)، اقترح (جون موني) أن الهوية الجندرية لهي أمر قابلٌ للتطويع، وأنها تعتمد فقط على العائلة التي قامت بتربية الطفل: إذا ما تمت تنشئته كولد أو كبنت في سنواته الأولى. بالطبع كما ذكرنا من قبل، نظرية (موني) تم تفنيدها. ورغم ذلك، استمر العلماء في دراسة تأثير البيئة الاجتماعية المحيطة بالطفل على تكوين هويته الجنسانية . وفي العامين (1960) و (1970) تم اقتراح عوامل جديدة قد تكون مؤثرة على تكوين الهوية الجندرية، مثل: غياب الأب، رغبة الأم أن يكون المولود طفلةً لا طفلًا، أو أي ضغوطات أخرى من الوالدين على الطفل. هناك أيضًا العديد من النظريات الحديثة، والتي تقترح أن الأمراض النفسية التي تكون لدى الآباء، قد تؤثر جذريًا في تكوين الهوية الجندرية للطفل. على أية حالٍ، سيظل الأمر لغزًا؛ لأن هذا الفرع من العلم لم يحظَ بما يكفي من الأدلة التجريبية –التي بُنيَت على تجارب- .
هناك أيضًا مقالة نشرت في عام (2004) تقول أنه لا توجد أي دلائل على أن العوامل الاجتماعية التي يخضع لها الطفل بعد الولادة، قد تأثر في تكوين هويته الجنسانية.
وهناك دراسة في (2008) تقول أن آباء الأطفال ذوي الخلل الجنسي، لم تظهر لديهم أي أمراض نفسية يمكن ربطها بالخلل الجنسي لدى أطفالهم –عدا الاكتئاب البسيط الذي قد يكون موجودًا عند بعض الأمهات-.
واقترح البعض أن السلوكيات التي يتّبِعها الآباء، قد تؤثر على تكوين الهوية الجندرية لدى أطفالهم. لكن يظل نقصان الدلائل التجريبية على صحة هذا الاعتقاد، حائلًا ضد تصديقه.

#### تكوين ما قبل الولادة، وتأثيره على النوع
غالبًا ما يحظى الآباء الذين لا يعترفون بالخروج عن القواعد الشائعة لتعريف النوع –أن تختلف هوية الفرد الجنسانية عن جنسه-، بأبناء تلتزم بالقواعد الصارمة لتحديد الهوية الجنسانية.
مؤخرًا، كان هناك توجهًا جديدًا فيه لا يفرض الآباء قواعد صارمة على أبنائهم، عند اختيارهم لهويتهم الجندرية. (إيميلي كاينEmily Kane_) وجدت أن الآباء يتباينون في سلوكياتهم واختياراتهم لأطفالهم: فعندما يختارون ألعابًا لفتياتهم، يختارون المطابخ البلاستيكية، أو الدمى، وأن كثيرًا من الآباء يكرهون أي ألعاب أو أنشطة تعتبر أنثوية بشكل مفرط: كالأعمال المنزلية أو إظهار العاطفة ، وأن الآباء عادة ما يفرضون على الصبيان هويتهم الجندرية، وأنهم يحاولون قدر الإمكان تعزيز ذكورتهم، وفصلهم عن أي اختياراتٍ أنثوية . تقول (كاين): «يعتقد الآباء أن من واجبهم أن يفرضوا على الأطفال قواعدًا حازمة لهويتهم الجندرية، وأن عليهم تضييق الخيار خاصة بالنسبة للأولاد. لا يدرك الآباء أن فصل الأولاد عن البنات، وقصر بعض الأنشطة على البنات فقط، يخلق نوعًا من عدم المساوة بينهم مستقبليًا «.
بعض الآباء يبنونَ توقعاتٍ لنوعِ أطفالهم، قبل ولادتهم حتى. فَهُم يجرون فحوصات (الموجات الصوتية_ultrasound) للجنين؛ حتى يتعرفوا على جنسه. بعدها يخرج المولود الصغير إلى الحياة، وقد أُنتقوا إسمًا مذكرًا أو مؤنثًا، واشتروا له ألعابًا تناسب جنسه، بل وحددوا خططًا مستقبليةً لتحقيقها. بمجرد أن يتحدد جنس المولود، يتم تربيته على أنه ولد أو بنت؛ ولكل هذا وأكثر، يقع الجوء الأكبر من مسؤولية تحديد الهوية الجندرية على عاتق الآباء.
إذا أخذنا في الاعتبار المستوى الاجتماعي والمعيشي للأسرة، وكيف له أن يؤثر على الهوية الجندرية للأطفال، سنلحَظ الآتي: في العائلات ذات المستوى الاجتماعي المنخفض، بالطبع توجد تفرقة بين النوعين؛ حيث يعمل الوالد في وظيفة، بينما تقوم الأم بالأعمال المنزلية –وقد تخرج أحيانًا للحياة العملية إذا ساءت الأحوال المالية للمنزل-، على صعيدٍ آخر، في العائلات ذات المستوى الاجتماعي المتوسط، لا يوجد اختلاف أيدولوجي بين الوالدين؛ فكلاهما يعملان. في المثال الأول تنشأ الأطفال معتقدةَ بوجود فرق جوهري بين الرجل والمرأة، والأطفال في المثال الثاني لا يرون هذا الاختلاف، مما يأثر على استيعاب الأطفال لمعنى النوع .
في دراسة قامت بها (هيلاري هالبيرن_Hilary Halpern) ، وضعت (هيلاري) نظرية –تم إثباتها فيما بعد- مَفادُها أن سلوكيات الوالدين تؤثر على هوية الطفل الجندرية، أكثر من اعتقادهم لما سيكون نوعه. هذه الدراسة أيضًا عرّفتنا أن الأم –تحديدًا- لها تأثير أبلغ على تكوين اعتقاد الطفل لهويته الجندرية، ونضرب على هذا مثالًا: الأمهات التي تتصرف بأنوثة مبالغ فيها أمام أطفالها. نلحظ أن أطفالها الصبيان لا يتصرفون طبقًا للقواعد الذكورية، أما البنات يتبعن التصرفات النسائية أكثر. بينما لم يُلحظ أي تأثير للسلوكيات التي يقوم بها الأب أمام أطفاله. أي أن تصرفات الأب لم تغير من وجهة نظر الأطفال في مسألة النوع، إلا أن الآباء الذين يعتقدون بالمساواة بين الرجل والمرأة، أبناؤهم –خاصة الصبيان- يظهرون اهتمامًا بمسألة تغيير نوعهم.

## الأنواع المختلفة، وعدم التوافق مع أيٍ منهم
الهوية الجنسية قد تؤرق أصحابها الذين لا يرون أنفسهم مناسبينَ للتصنيف الثنائي -لأن يكونوا إناثًا أو ذكورًا فقط- ، وقد تسبب لهم أزماتٍ نفسية. في بعض الأحيان، لا تتطابق الهوية الجندرية للشخص مع هويته الجنسية -من حيث الأعضاء التناسلية، أو الصفات الجنسية الثانوية للفرد-. فيضطر هؤلاء للتصرف بسلوكيات معينة، ولبس ملابس معينة؛ حتى يظن المحيطون بهم أنهم يتبعون القواعد المحددة للنوع في هذا المجتمع. هؤلاء الأشخاص يُعرفون ب (المتحولون جنسيًا_Trans genders) أو (المثلية الجنسيةا_Genderqueers)  -يوجد تصنيف لغوي للأشخاص الذين يعصونَ الهويات الجنسية التقليدية. - .هؤلاء المتحولون جنسيًا أو المثليين جنسيًا، قد يعانون مما يعرف ب (قلق الشخص الناتج من نوعه_ gender (dysphoria، ويعرف أيضا (باختلال الهوية الجنسية_Gender identity disorder) أو (GID)، مع الأخذ بالاعتبار أن المصطلحات اللغوية تلك تؤثر نفسيًا على المتحولون جنسيًا -قبل، وأثناء، وبعد- تحولهم الجنسي.
في العقود الماضية، أصبح من الممكن -جراحيًا- أن يغير الشخص جنسه، وقد خضع لها الكثيرون مما يعانون من القلق الناشئ عن جنسهم؛ حتى يطابقوا الجنس الذين هم عليه بيولوجيًا، مع هويتهم الجندرية، والبعض الآخر فضّل أن يبقي على أعضاؤه التناسلية (أنظر أيضًا المتحولون جنسيًا، والمسببات المحتملة للتحول الجنسي)، مع اختيار هوية جنسانية تناسبهم في حياتهم.

## تواريخ وتعريفات

### تعريفات
مصطلح «الهوية الجندرية» استخدم لأول مرة بمعناه الحالي – وهو رؤية الشخص الذاتية لنوعه الاجتماعي – في عام (1960)، وحتى يومنا هذا يحمل المصطلح نفس المعنى، وبعض العلماء يستخدمونه أيضًا للإشارة إلى التوجهات و‌الهويات الجنسية وتعريفها من حيث المثليات والمثليين ومزدوجي التوجه.

### متن البحث الطبي
في أواخر القرن التاسع عشر، أطلق على النساء الاتي قررن ألا يتصرفن على أساس القواعد العامة للنوعم لفظة (المتحولات_inverts)، وقد عُرِف عنهم التوق إلى المعرفة، وحب التعلم، وكرههم الشديد لأن يَكُن تقليديات -كل ما يدور في بالهم هو الحياكة-. وفي منتصف القرن التاسع عشر، بدأت حركة جديدة على يد الأطباء، تحت مسمى (العلاج الإصلاحي_Corrective therapy)؛ لأنها رغبت بإخضاع الجميع لقواعد وسلوكيات النوع المحددة، وكل من يخرج عن هذه القواعد من النساء والأطفال ستتم معاقبته. هَدِفَ هذا العلاج إلى تقليل أعداد الأطفال متحولون جنسيًا، وإعادة الأطفال المتحولين جنسيًا وتقويمهم إلى قواعد النوع الصحيحة.

### وجهة نظر فرويد وجونج
قدم (سيجمند فرويد_Sigmund Freud) نظريته في (التطور النفسي الجنسي _Psychosexual) في ثلاثِ مقالات جميعها تطرح نظريات جنسانية. ويعتقد (فرويد) أنه في مرحلة الحمل، لا يتمايز الجنين جنسيًا. يقترح أيضًا أن (الإتصال بالجنسين_Bisexuality) كانت هي التوجه الجنسي الأصلي، وأن (المثلية الجنسية_Homosexuality) كانت مجرد نتاج عن كبح الفرد أثناء مرحلة تكوين قضيبه، وبهذا يصبح من الممكن التحقق من الهوية الجنسية للفرد طبقًا لاعتقاد (فرويد). تتكون عقدة نفسية لدى الأبناء؛ حيث تتكون لدى الأبناء رغبات جنسية تجاه الفرد من الوالدين صاحب الجنس المعاكس –ينجذب الصبيان لأمهم، وتنجذب البنات لأبيهم جنسيًا-، وكُره تجاه الفرد من الوالدين صاحب الجنس المطابق. بالطبع سرعان ما يعي الطفل هذا الكره تجاه الوالد -أو الوالدة-، الذي -أو التي- سيسعى لتشويه الطفل جنسيًا –إخصاؤه-؛ حتى يرضي شهواته الجنسية. في عام (1913)، اعتقد (كارل جونج_Carl Jung) أن العوامل النفسية لا تؤدي لتطور شهوة المرء تجاه الجنسين، واعتقد أيضًا أن (فرويد) لم يعطِ تفسيرًا كافيًا لتفسير الهوية الجندرية للطفلة المؤنثة. من ناحيته، رفض (فرويد) هذه الاقتراحات.

### الخمسينات والستينات من القرن الماضي
خلال فترة الخمسينات والستينات من القرن المنضرم، بدأ علماء النفس في دراسة تطور مفهوم النوع وتطوره، خاصة في الأطفال؛ بهدف فهم منشأ المثلية الجنسية -والتي كانت تُعتقد أنها مرض عقلي في ذلك الوقت-. وفي العام (1958)، بدأ المركز الطبي في (جامعة كاليفورنيا ولوس أنجلوس_UCLA) في مشروعه البحثي عن الهوية الجندرية، وكانت الدراسة على أفراد متحولين جنسيًا وأشخاصٍ مخنثين. المحلل النفسي روبرت ستولر (Robert Stoller) وضع كل النتائج التي توصل إليها من المشروع في كتابه عن النوع والجنس: (تطور الذكورة وال أنوثةOn the development of masculinity and femininity_) في عام (1968(. يعزى له الفضل أيضًا في تقديمه لمفهوم الهوية الجندرية المؤتمر العالمي للمحللين النفسيين، والذي تم عقده في ستكهولم –عاصمة دولة السويد- في عام (1963). العالم النفسي (جون موني) ساهم أيضًا في تطوير النظريات الأولية والتي وضعت آنذاك عن الهوية الجندرية؛ الدراسات -التي قام بها في (كلية طب جون هوبكينز_John Hopkins medical school) والتي أسست في 1965- عن الهوية الجنسانية، خلقت نوعًا من الجدل؛ حيث اقترح أنه حتى عمر محدد من حياة الطفل، تظل الهوية الجندرية أمرًا قابلًا للنقاش والتغيير. كتابه (رجل وامرأة، طفل وطفلة_Man and women, boy and girl) الذي نٌشِرَ في عام (1972) انتشر انتشارًا واسعًا، وتم تدريسه في الجامعات، بالرغم من الاعتراضات الكثيرة التي قابلت أفكار (موني).

### وجهة نظر بوتلر
في أواخر الثمانينات من القرن الماضي، بدأت (جوديث بوتلر_Judith Butler) في إعطاء محاضرات بشكل منتظم عن موضوع الهوية الجندرية. وفي عام (199)، نشرت (جوديث) أطروحتها المثيرة للجدل (التأنيث، وتخريب الهوية_Feminism and subversion of identity)، محاولةً أن تبرهن على الاختلافات بين مفهومي النوع والجنس.

## وجهة النظر الحالية

### المجال الطبي
في العام (2004)، بالطبع هناك العديد من الاختلافات في الطرق التي ننظر بها في أمر الهوية الجنسانية، والعديد من الآراء حول كيف يجب أن نتعامل مع الأنواع المنشقة جنسيًا –عن النظام الثنائي لتحديد النوع-. يعتقد بعض الأطباء –والكثير من العاملين في المجال الطبي-، والعديد من الآباء أنه لا جدوى من إجراء العمليات الجراحية لتحويل النوع ، وعلى صعيدٍ آخر، لايزال هناك العيد من الجراحين الذين يعتقدون أنه يجب إجراء عمليات جراحية لتغيير نوع الأطفال عند الحاجة، وأنه يجب أن تعطى لهم ألعاب تحثهم على التصرف على أساس قواعد النوع المعروفة اجتماعيًا.
في كثيرٍ من الأحيان، يتمنى الأشخاص المتحولون جنسيًا لو يخضعون لعمليات جراحية؛ لتغير من مظاهر الجنسية الأولية –الأعضاء التانسلية والعوامل البيولوجية عامةً-، ومظاهر ثانوية –وهي الخصائص الظاهرية-، أو حتى كليهما؛ لأنهم يعتقدون أنهم سيكونون أكثر راحةً في الحياة، إذا بدلوا أعضائهم الجنسية. وتتضمن هذه العمليات استئصال القضيب، أو الخصية، أو الصدر، أوفقط تعديل القضيب، والمهبل والصدر. في الماضي، كانت هذه العمليات تُجرى على الرُضّع؛ إذا ولدوا بتشوهاتِ في أعضائهم الجنسية. يرفض الرأي الطبي إجراء هذه العمليات الآن بشكلٍ صارم؛ لأن الكثير من البالغين يندمون على أنها حصلت لهم بعد ولادتهم. نعم لازالت هذه العمليات قائمة حتى يومنا هذا، لكنها فقط تجرى للأشخاص الذين يخضعون لها بإرادتهم، والذين يرغبون بمطابقة جنسهم البيولوجي مع هويتهم الجنسانية.
في الولايات المتحدة الأمريكية، وضِعَ قرارٌ مفاده أن: تحت رعاية صحية مكثفة، سيتم طرح بعض الأسئة على الناس بخصوص هويتهم الجندرية؛ ليتم التأكد من بعض المعلومات الإحصائيات عن الهويات الجنسية، ولمساعدة صُنّاع القرار في اختيار الأفضل لمجتمع (السحاقيات، والمثليين، ومزدوجي الجنس، والمتحولون جنسيًا_LGBT).

### قلق الشخص الناجم عن نوعه، عرف مسبقًا باختلال الهوية الجندرية
هو العامل المشترك بين جميع الأشخاص الذين يواجهون تشتتًا بين الجنس الذي ولدوا عليه، والهوية الجندرية التي هم عليها. يمر الإنسان باختلال هويته الجندرية متى يشعر بتناقض بين الجنس الي ولد عليه، والنوع الذي يُعّرّفهُ عقله، من حيث الأنوثة أو الذكورة . لتشخيص وإحصاء إصابة الشخص بخلل عقلي، ولكي تحكم على إصابة شخص ما باختلال في الهوية الجنسية، يجب أن تضع خمس مناهج قيد الاعتبار أولًا. وإذا تأكدت أن هذا الشخص لديه خلل في هويته الجنسية، يظل عليك أن تصنف اعتلاله على أساس المرحلة العمرية التي يمر بها، كأن يكون الشخص الذي نتحدث عنه طفلًا، وبالتالي يكون طفلًا لديه مشاكل خاصة بالهوية الجنسانية لديه.
ظهر مفهوم الهوية الجندرية للمرة الثالثة في عام (1980)، في عملية احصائية أخرى قام بها اثنان من علماء النفس المهتمين (DSM-lll) بدراسة (توتر الشخص الناتج عن اختلال هويته الجنسية، خاصة في مرحلة الطفولة_GIDC)، و (التحول الجنسي_Transsexualism) في المراهقين والبالغين. وفي عام (1987)، أضاف (DSM-lll-R) تشخيصًا ثالثًا: وهو اختلال الهوية الجنسانية لكن لدى المراهقين والبالغين، وهذه المرة لم يكن تحولًا جنسيًا. هذا التشخيص الأخير تم تفنيده في عام (1994) عن طريق (DSM-lV)، وبالتالي أُعيدَ تعريف مفهومي خلل الهوية الجنسانية، والتحول الجنسي. وفي عام (2013)، قام (DSM-5) بإعادة تعريف تسمية وتشخيص خلل الهوية الجنسية، مما أدى بالطبع لمراجعة تعريف هذه المفاهيم.
وفي عام (2005)، بدأ الناشرون للأوراق البحثية في التساؤل عن إذا كان من الصحيح تصنيف مشاكل الهويات الجنسية كإختلاتٍ عقلية. ما دفعهم إلى ذلك التساؤل، هو تشككهم في صحة النتائج السابقة، واعتقادهم أنها كانت مفتعلة بشكلٍ أو بآخر؛ رغبةً منهم في الحد من تفاقم المثلية الجنسية، ويظل هذا الأمر مثيرًا للجدل حتى يومنا هذا ويبقى أغلبية المختصون في مجال الصحة العقلية تابعين للتصنيف الحالي لمشاكل الهوية النفسية.

### قوانين منظمة حقوق الإنسان الدولية
تنص (مبادئ يوغيكارتا_Yogyakarta Principles) -منصوص عليها في مذكرة حقوق الإنسان- في بدايها على أن كل شخص لديه هوية جنسانية خاصة به، وعلى أنها: شعور داخلي لدى كل فرد منا لما عليه نوعه، بناءً على خبراته، حتى لو لم يطابق هذا النوع الجنس الذي ولد عليه . وقد يرغب الفرد بمحض إرادته أن يجري تغييرًا في مظهر جسمه -عن طريق الجراحات أو غيرها-، أو في ملابسه، أو حتى في طريقة حديثه. ينص المبدأ الثالث على أنه: «كل شخص لديه مطلق الحرية في تحديد هويته الجنسانية الخاصة به، وتعتبر الهوية الجنسانية قاعدة أساسية تستند عليها ثقة المرء بنفسه، وكرامته، وحريته. لا يجب أن إرغام الأشخاص على إتباع أي إجراءات طبية، أو تعقيمية، أو علاج هرموني؛ بهدف تغيير هويتهم الجنسانية بشكل لا يناسب حرياتهم ». المبدأ الثامن عشر ينص على أنه: «توجه الفرد الجنساني ليس مرضًا لكي يتم علاجه جراحيًا، أو مداواته، ولا يحبّذ كبته ». ردًا على ذلك، خرجت بعض الاجتهادات التي تنتقد مبادئ يوغيكارتا، حيث أنهم يعتقدون أن أغلب الأشخاص الذين يعانون من اختلالات في الهوية الجندرية، يعتبرونها أمراضًا عقلية، تؤدي لأن يصير الأطفال متحولون جنسيًا، وأن يرتاد البالغون منهم مصحاتٍ نفسية –فيها يتعرضون لمختلف العلاجات، ومنها الصدمات الكهربية- كعلاج لهم. وترد مبادئ يوغيكارتا على هذا قائلة: «يجب أن ندرك جيدًا أنه عندما لا نصنف الاختلالات في الهوية الجنسانية على أنها مرض عقلي، سيظل مفهوم الهوية الجنسانية في عين الاعتبار ». هذه المبادئ كانت ذات تأثيرٍ كبير على تصريحات الأمم المتحدة في (2015) بخصوص التوجهات الجنسية والهويات الجنسانية، والتي أُخِذَت في الاعتبار عندما مثلت قضية (أوبرجيفيل وهودجيز_Obergefell v Hodges) أمام المحكمة في الولايات المتحدة، وكان من نتائجها القانون الذي أباح زواج المثليين، وأن الزواج لم يعد قاصرًا على أن يكون بين النساء والذكور فقط.

## هويات جنوسية غير ثنائية

### فافافينة
في بعض المجتمعات في الجزر البولنيزيا الفافافينة (بالإنجليزية: Fa'afafine)‏ يعتبرون جندر ثالث. وهم أشخاص لديهم أجسام الرجال، لكنهم يرتدون ملابس النساء، ويتصرفون بتصرفات النساء، وفقًا ل (Tamasailau Sa'ali'i). هؤلاء الأشخاص كثيرًا ما لا يمكنهم إنجاب الأطفال، ويتم تقبلهم في مجتمعهم على أن جنسهم طبيعي، دون التقليل من شأنهم أو التمييز ضدهم. هؤلاء الأشخاص يرتدون ملابس الفتيات؛ لأنهم لا يشعرون بالنشوة الجنسية إلا مع رجال مستقيمين –رجال لا يمارسون الجنس إلا مع إناث-، حتى أن هؤلاء من الجنس الثالث يجدون راحة كبيرة في القيام بالأعمال المنزلية.
ويكون رئيس الوزراء السامووري من أبرز الحاضرين في كل المناسبات والاحتفالات التي يقوم بها أصحاب الجنس الثالث. لفظة (Fa'afafine) تعني: التصرف على هيئة امرأة.

### الهجرة
في بعض المجتمعات في جنوب آسيا، هناك مجتمع الهجرة الذين لا يعتبرون إناثًا أو ذكورًا. بعضهم يمتلك أجسام الرجال، وبعضهم يمتلك أجسام الإناث. هؤلاء الهجرة يمثلون نوعًا مختلفًا عن الإناث والذكور. وبالرغم من عدم تمتعهم بالاحترام الذي يتعامل به الجميع مع الذكور والإناث، إلا أنهم لديهم بيوتهم الخاصة، ورقصات وأغنيات خاصة بهم، ويعملون بشكل طبيعي كعُمّال أو خدم، وقد يعملون في الدعارة، أو كرفيقاتٍ للرجال. وفي عصرنا الحالي، يمكن مقارنة هؤلاء الهجرة بمفهوم ترانسفيستايتس أو دراغ كوينس في الغرب.

### المخنثون
المخنثون في سلطنة عمان -من الجنس الثالث- هم مثليون جسنيون، يرتدون ملابس العاهرات، بألوانٍ مبهرجة؛ لأن الرجال في عُمان يتدون الأبيضَ فقط، لكن سلوكياتهم نسائية بحت.يختلط هؤلاء المخنثون بالنساء كثيرًا، خاصة في الأفراح والمناسبات العامة، ولديهم منازلهم الخاصة التي يمارسون فيها كل مايحلوا لهم –مع النساء أو الرجال-. ويحاول هؤلاء المخنثون إثباتَ ذكورتهم عن طريق الزواج من النساء، مع العلم أن أغلبهم يعاودون كونهم مخنثون عندما ينخرطون في أي زفاف قادم.

### (المخنثون_Two spirited)
الكثير من الشعوب في أمريكا الشمالية، لديهم أكثر من نموذج لتصنيف الناس إلى هوياتٍ جنسانية مختلفة. الأشخاص الذين لا يعتبرون نساءً أو ذكورًا يُعرَفونَ ب (المخنثون_Two spirited). إنهم جزء لا يتجزأ من المجتمع، فئة تفرض نفسها عليه، والتي يجب أن تكون هناك قواعدًا منفصلة لتعريف نوعهم المميز .